# Aciagrion steeleae
Aciagrion steeleae е вид водно конче от семейство Coenagrionidae. Видът е незастрашен от изчезване.

## Разпространение
Разпространен е в Ангола, Ботсвана, Замбия и Малави.